# Csikós Attila (építész)
Csikós Attila (Ungvár, 1942. augusztus 5. – Budapest, 2017. február 8.) Kossuth-díjas és Jászai Mari-díjas magyar építész, jelmez- és díszlettervező.

## Életpályája
1958-tól 1960-ig amatőr díszlettervezője volt a Kispesti Színháznak. 1962 és 1967 között végezte építészeti tanulmányait Budapesten, az Iparművészeti Főiskolán. A József Attila Színházban volt világosító és díszlettervező-asszisztens 1960-tól 1962-ig. 1963-ban az Egyetemi Színházhoz került, ahol díszlet- és jelmeztervező volt. 1965-től tíz éven át volt a Bayreuthi Ünnepi Játékok díszlettervező-asszisztense. 1968-tól 1979-ig műteremvezető világosító és megbízott díszlettervező volt a Magyar Állami Operaházban. Első operaházi díszlettervezését Verdi: Trubadur című operájához készítette. A Népszínház vezető díszlet- és jelmeztervezője lett 1979-ben, ahol 5 éven keresztül dolgozott. A Nemzeti Színházhoz 1983-ban került, ahol díszlettervező volt. 1968 óta dolgozott több budapesti és vidéki színháznak is, s gyakran hívták külföldi színházakhoz is. 1989 és 2005 között a Magyar Állami Operaház vezető díszlettervezője volt. Nevéhez fűződik 2008-ban Szörényi Levente és Bródy János: István, a király című rockoperájának jubileumi előadásának díszlettervezése. Aichiben 2005-ben a világkiállítás német kiállítási pavilonját, 2010-ben pedig a sanghaji világkiállítás német pavilonjának kastély éttermét tervezte. 2013-tól a Magyar Művészeti Akadémia Színházművészeti Tagozatának rendes tagja.

## Színházi munkái
A Színházi adattárban regisztrált bemutatóinak száma: 250.
| - Szörényi Levente–Bródy János: István, a király (Papp László Budapest Sportaréna) - Bartók Béla: A kékszakállú herceg vára - William Shakespeare: A két veronai nemes - Petrosellini: A párizsi festő - Iredynski: Terroristák - Stewart: Szeretem a feleségem - Görgey Gábor: Wiener Walzer - Tersánszky Józsi Jenő: Kakuk Marci - Jaan Kross: Mint a villámcsapás - Fejes Endre: Az angyalarcú - Ugo Betti: Bűntény a Kecskeszigeten - Szörényi–Bródy: Atilla – Isten kardja (Magyar Színház) | - Breal: Tíz kiló arany - Triana: Gyilkosok éjszakája - Szörényi–Bródy: A Kiátkozott (Szegedi Szabadtéri Játékok) - Gárdonyi Géza: A láthatatlan ember avagy Zéta története - Arthur Miller: Pillantás a hídról - Gyurkó László: Szerelmem, Elektra - Fekete Sándor: Hőség hava - Bertolt Brecht: A nevelő úr - Molière: Dandin György - Szörényi–Bródy: Veled, Uram! (Magyar Színház) - Kornis Mihály: Körmagyar (Vígszínház) - Jerry Herman–Harvey Fierstein: Őrült nők ketrece (Móricz Zsigmond Színház) |

### Madách Színház
- John Steinbeck: Egerek és emberek
- Müller Péter–Tolcsvay László: Mária evangéliuma
- Ken Kesey–Dale Wassermann: Kakukkfészek
- Charles Dickens: Oliver

### Fővárosi Operettszínház
- Horváth–Kellér Dezső: A szabin nők elrablása
- Siemenotti: A mi dalunk szól
- Ribenyikov: A remény
- Kálmán Imre: Cirkuszhercegnő
- Lehár Ferenc: Cigányszerelem
- Ábrahám Pál: Bál a Savoyban
- Ábrahám: Viktória
- Kálmán: Marica grófnő

### Magyar Állami Operaház
| - Szokolay Sándor: Áldozat - Csajkovszkij: Csipkerózsika - Erkel Ferenc: Bánk bán - Mozart: Szöktetés a szerájból - Madarász: Utolsó keringő - Bellini: Norma - Delibes: Copélia - Gyöngyössy: A gólyakalifa - Muszorgszkij: Borisz Godunov - Bizet: Carmen - Petrovics Emil: C'est la guerre - Kodály Zoltán: Székely fonó - Monteverdi: Átváltozások - Csajkovszkij: Rajmonda - Richard Strauss: Salome - Márai–Farkas: Egy úr Velencéből - Eötvös: Három nővér - Erkel: Dózsa György - Bach–Fodor: E-dúr hegedűverseny | - Cavalli: Ormindo - Fokin: A rózsa lelke - Ciléa: Adriana Lecouvreur - Petrovics Emil: C'est la guerre (Ilyen a háború) - Rossini: Mózes - Wagner: A Rajna kincse - Goldmark: Makrancos Kata - Verdi: Aida - Verdi: Othello - Wagner: A Walkür - Wagner: Siegfried - I. Operabál (1996) - Verdi: Falstaff - Mozart: Figaro házassága - Bellini: Az alvajáró - Wagner: Az istenek alkonya - Verdi: Az álarcosbál - Farkas Ferenc: Furfangos diákok - Johann Strauss: Térzene |

### Erkel Színház
| - Verdi: Rigoletto - Kacsóh Pongrác: János vitéz - Rossini: Szerelmi bájital - Erkel: Hunyadi László - Dohnányi: A vajda tornya - Bellini: Norma - Rossini: A sevillai borbély - Mozart: Szöktetés a szerájból - Verdi: Aida - Joseph Haydn: Aki hűtlen, pórul jár - Verdi: Az álarcosbál - Csajkovszkij: Csipkerózsika | - Verdi: A Trubadúr - Puccini: Pillangókisasszony - Rimszkij-Korszakov: Seherezádé - Weber: Rózsa lelke - Richard Strauss: Don Juan - Ravel: Bolero - Dohnányi: Változatok egy gyermekdalra - Kodály Zoltán: Háry János - Johann Strauss: A cigánybáró - Offenbach: Orfeusz az alvilágban - Schubert: Három a kislány |

## Filmek

### Játékfilmek
- Csak semmi pánik (1982)
- Bánk bán (2002)

### Tévéfilmek
- Az úr a pokolban is úr (1970)
- Csongor és Tünde (1979)
- Tizenhat város tizenhat leánya (1983)
- Vonzások és választások (1983)
- Míg új a szerelem (1984)
- A zöld torony (1985)
- Eltüsszentett birodalom (1985)
- A kaméliás hölgy (1986)
- Bánk bán (1986)
- Anyegin (1989)
- A császár (1994)
- Szomszédok (1989)
- Família Kft. (1991)

## Díjai
- Jászai Mari-díj (1990)
- Oláh Gusztáv-emlékplakett (1998)
- A Magyar Köztársasági Érdemrend kiskeresztje (1998)
- Kossuth-díj (2001)
- Gundel művészeti díj (2001)
- A Magyar Állami Operaház Örökös Tagja (2013)
- A Magyar Állami Operaház Mesterművésze (2013)